# ヴェネノサウルス
ヴェネノサウルス（Venenosaurus　"毒のトカゲ"の意味）は竜脚類恐竜の属である。属名はラテン語で「毒」を意味するvenenumと古代ギリシャ語で「トカゲ」を意味するσαυροσ（sauros）から派生しており、アメリカ、ユタ州、シーダーマウンテン累層（en）ポイズンストリップ部層にちなんでいる。化石は1998年にデンバー自然史博物館のボランティアTony DiCroceによってこの層から発見された。タイプ種Venenosaurus dicroceiは2001年、Virginia Tidwell、ケネス・カーペンター、Suzanne Meyerにより記載された。現在知られている部分的な成体と幼体の化石からするとティタノサウルス形類としては比較的小型（体長約10 m）であった。ホロタイプ標本DMNH 40932はデンバー自然史博物館に収蔵されている。この標本には尾椎、左側肩甲骨、右側橈骨、左側尺骨、中手骨、指骨、右側恥骨、左右の坐骨、中足骨、血道弓、肋骨が含まれている。

## 年代と生息環境
ヴェネノサウルスのタイプ標本はユタ州、グランド郡にあるシーダーマウンテン累層ポイズンストリップ部層の白亜紀前期（アプチアン-アルビアン）の地層から発見されたデンバー自然史博物館（ en）はユタ州東部にセダーマウンテン累層の小規模な発掘地を開拓した。この発掘地では竜脚類、獣脚類、鳥脚類を含む様々な恐竜の様々な成長段階の化石が発見されている 。この発掘地で見つかった竜脚類の化石のうち成体のものは1個体しかない ヴェネノサウルスの発掘された発掘地では骨の表面に炭酸塩結晶の成長が見られる。

## 解剖学的特長
V. dicroceiの原記載ではこの新種はケダロサウルスに最も似ているが、独特のものであるとしている。

### 胴体
発見された化石には多くの肋骨の断片が含まれてた。

### 四肢
橈骨は一見細いようだが頑丈である近位端は細く、アラモサウルス、チュブティサウルス、オピストコエリカウディアおよびサルタサウルスの22％の幅しかない。橈骨の外周と長さの最小比率は0.33で、カマラサウルスのものより細い。しかし、ケダロサウルスでは0.31であり、さらに細い。ブラキオサウルス・ブランカイ（現在のギラファティタン）の橈骨が最も解剖学的に近い。中手骨は長く細い。 
不完全な第一中手骨を除いて、右中手骨のすべてが知られている。第一中足骨は発掘された3つの中足骨の中で最も短く頑丈である。ケダロサウルスの尺骨と橈骨はより細長い。第二中足骨はケダロサウルスのものより細長い。

### 骨盤
ヴェネノサウルスの坐骨と恥骨の比率はティタノサウルス類とそれ以外のものの特徴が混ざっているように見え、骨盤はブラキオサウルスのものに最もよく似ている

### 椎骨
竜脚類の尾椎の椎体の関節の多様性を一般的な用語で記述すること非常に困難である。Tidwell et al. では後部と前部の関節面の形状をより正確に識別する方法の必要性が言及されている。原記載では保存状態のよい基部近くの尾椎が記載されていて、この標本では前関節突起（prezygapophyses）が失われているだけで完全である。Tidwell et al. ではこの尾椎の特徴は竜脚類の中でも独特であると主張されている。
中ほど遠位の7つの尾椎では椎体が短く、アンデサウルス（Andesaurus）、マラウイサウルス、アエオロサウルス（Aeolosaurus）、アラモサウルス、サルタサウルスといったティタノサウルス類と識別できる。発掘された2個の中ほどの尾椎には部分的な神経棘が保存されていて、これらの神経棘は椎骨の配列に対して前側に曲がっていた。この椎骨の形状はケダロサウルス、アエオロサウルス、およびゴンドワナティタンのものに似ている。この椎骨は尾椎の前半部から後半部への遷移領域に位置していて、第十一尾椎と第十二尾椎と推定される。
1個の保存状態の良い後部の尾椎が付記されている。この尾椎では神経棘は縮小しており、尾端側の尾椎の椎体の後部は棒状であった。ヴェネノサウルスの椎骨には側窩、つまり椎体の外壁にある深い窪み状のものが多く見られる。側窩には窪みの内側の隆起により二つの空洞に分けられているものもある。大半の竜脚類では側窩は単なる窪みというよりは椎体の内側に含気性の空間を形成している。あまり発達していないが隆起のある似た側窩はケダロサウルスにも見られる。同様の浅い窪み状の側窩はサルタサウルス、アラモサウルス、ゴンドワナティタン、マラウィサウルスにも見られる。しかし、これらの分類群ではただ浅いだけで、空洞の分割がないという点でヴェネノサウルスのものとは異なり、また、ヴェネノサウルスのもののように椎体にまで広がっていないという点でも異なっている。
竜脚類では近位の尾椎に種を見分ける特徴があることが多い 派生的なティタノサウルスでは尾椎は両凸型である。原始的な状態では両側とも平らか両方とも窪んでいる。ヴェネノサウルスでは両者の中間の状態あったようだ。両端が平らな尾椎の椎体と前を向いた神経棘はこの種を識別する固有の特徴である。椎体の関節は1個体の脊柱の中でも変化に富んでいる場合もある。

## 参照
- Tidwell, V., Carpenter, K. & Meyer, S. 2001. New Titanosauriform (Sauropoda) from the Poison Strip Member of the Cedar Mountain Formation (Lower Cretaceous), Utah. In: Mesozoic Vertebrate Life. D. H. Tanke & K. Carpenter (eds.). Indiana University Press, Eds. D.H. Tanke & K. Carpenter. Indiana University Press. 139-165.